# John Dugan
John Dugan (nacido el 7 de enero de 1953) es un actor estadounidense. 
Es conocido por su papel en The Texas Chain Saw Massacre (1974) y Texas Chainsaw 3D (2013) como el Abuelo Sawyer . También tuvo un cameo en la cuarta entrega de esa serie , The Texas Chainsaw Massacre: The Next Generation .
Dugan hizo una pausa en la actuación hasta la década de 2000, cuando comenzó a hacer apariciones y a actuar en películas independientes nuevamente, apareciendo en largometrajes producidos por Horror Wasteland Pictures International.